# Benno Magnusson
Pour les articles homonymes, voir Magnusson.
Benno Magnusson  est un footballeur suédois né le 4 février 1953 à Ålem. Il évoluait au poste d'ailier.

## Biographie

### En club
Avec les clubs d'Åtvidabergs et de Kalmar, Benno Magnusson dispute 233 matchs au sein des championnats suédois, inscrivant 48 buts. Il réalise sa meilleure performance en 1981, saison lors de laquelle il inscrit 8 buts en première division suédoise.
Avec les équipes du FC Kaiserslautern et du Hertha BSC Berlin, il joue 37 matchs en Bundesliga, inscrivant un but.
Participant régulièrement aux compétitions européennes, il dispute deux matchs en Coupe d'Europe des clubs champions, cinq en Coupe de l'UEFA, et sept en Coupe des coupes. En Coupe des coupes, il inscrit deux buts : le premier, contre le club hongrois de Ferencváros en septembre 1978 ; le second, contre l'équipe suisse de Lausanne en septembre 1981. Il est quart de finaliste de la Coupe des coupes en 1972 avec Åtvidabergs, en étant battu par le Dynamo Berlin.
Le palmarès de Benno Magnusson est constitué de deux titres de champion de Suède, sans oublier deux Coupes de Suède.

### En équipe nationale
International suédois, il reçoit 11 sélections en équipe de Suède de 1973 à 1981.
Il joue son premier match en équipe nationale le 23 mai 1973 contre l'Autriche, dans le cadre des éliminatoires du mondial 1974. Son dernier match en équipe nationale est un match amical contre la Bulgarie disputé le 12 août 1981. 
Il fait partie du groupe suédois lors de la Coupe du monde 1974. Lors du mondial organisé en Allemagne, il joue deux matchs, contre la Bulgarie et l'Uruguay.

## Carrière
- 1971-1973 :  Åtvidabergs FF
- 1973-1974 :  1. FC Kaiserslautern
- 1974-1976 :  Hertha BSC Berlin
- 1976 :  Åtvidabergs FF
- 1977-1984 :  Kalmar FF

## Palmarès
Avec Åtvidabergs FF :
- Champion de Suède en 1972 et 1973
- Vainqueur de la Coupe de Suède en 1971

Avec Kalmar IF :
- Vainqueur de la Coupe de Suède en 1981